# Johannes Endres

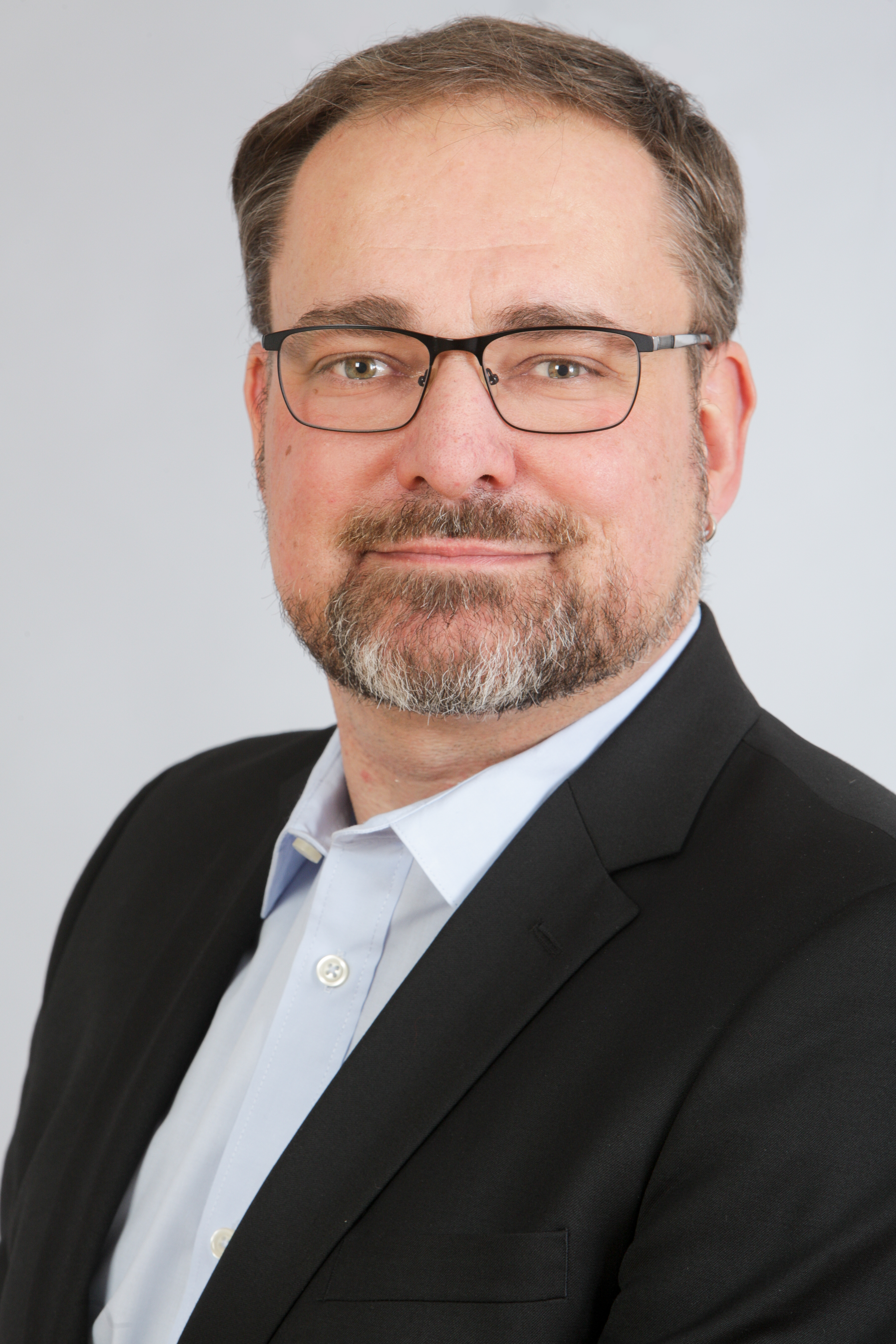
Johannes Endres (2017)

Johannes Endres (* 6. Januar 1968) ist ein deutscher Journalist. Er war Chefredakteur von Heise online und Chefredakteur des Computermagazins c’t.

## Ausbildung
Endres studierte Maschinenbau, Geschichte und Physik und schloss als Diplom-Physiker ab.

## Journalistischer Werdegang
Seit November 1997 gehörte Endres zur integrierten Redaktion des Online-Dienstes heise online und des Computermagazins c’t, wo er von 2003 bis 2006 auch für die Ausbildung der Volontäre zuständig war. Von September 2006 bis Dezember 2012 leitete er das verlagsinterne Ressort Netzwerke und war seit 2006 darüber hinaus Chefredakteur des Netzwerk-Portals Heise Netze. Am 1. Juni 2012 stieg er zum stellvertretenden Chefredakteur und zum Chef vom Dienst bei Heise online auf. Vom 1. Januar 2013 bis zum 30. September 2017 war er als Nachfolger von Christian Persson Chefredakteur von Heise Online und der c’t. Zusätzlich entwickelte er zahlreiche Online- und Crossmedia-Projekte, unter anderem Make: und den deutschen IPv6-Kongress. Endres war Autor zu IT-Themen für die jährlichen Ergänzungsbände zur 20. Auflage der Brockhaus Enzyklopädie, solange diese erschienen (1999–2005). Als freier Unternehmensberater entwickelt Endres seit Januar 2018 digitale Strategien für Verlage und Unternehmen. Er lehrt regelmäßig an der Hochschule Hannover und der Akademie für Publizistik in Hamburg, unter anderem im Master-Studiengang "New Media Journalism".

## Deutscher Presserat
Endres war von 2013 bis 2018 als einer der Vertreter des Verbands Deutscher Zeitschriftenverleger Mitglied im Deutschen Presserat. Seit 2019 vertritt er dort den Deutschen Journalisten-Verband. Er ist seit 2015 Vorsitzender der beiden Beschwerdeausschüsse zu den Bereichen „Trennung von Werbung und Redaktion“ und „Redaktionsdatenschutz“. Seit März 2020 vertritt er als designierter Sprecher den Presserats gegenüber der Öffentlichkeit.